# أورو فينو
أورو فينو (بالبرتغالية: Ouro Fino‏) هي مدينة تقع في ولاية ميناس جرايس في المنطقة الجنوبية الشرقية من البرازيل.